# Matja Kuru

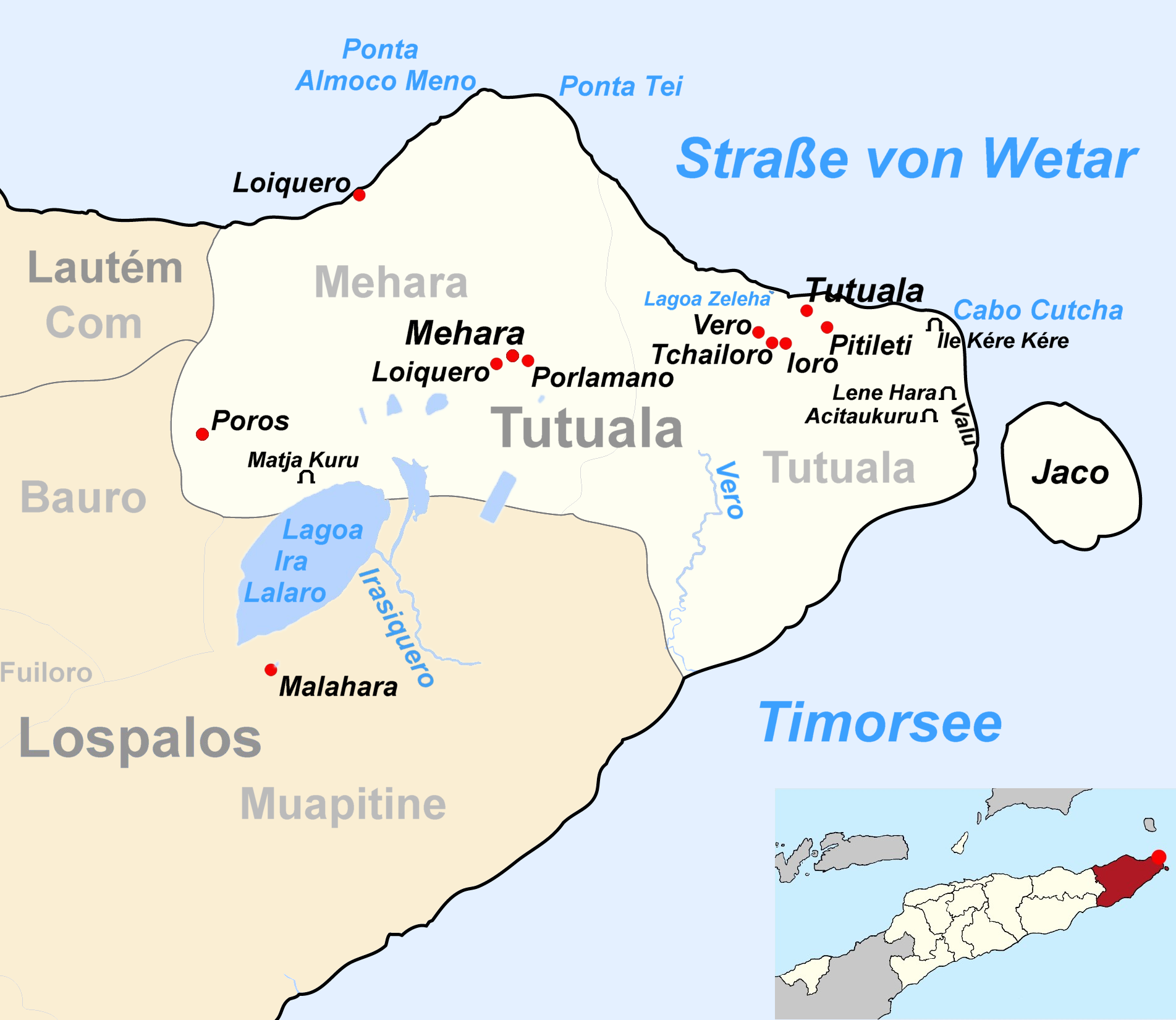
Matja Kuru im Westen des Verwaltungsamts Tutuala

Matja Kuru ist der Name zweier Höhlen im osttimoresischen Suco Tutuala (Gemeinde Lautém). Sie liegen nördlich des Ira Lalaro, des größten Sees Timors.
Matja Kuru 1 ist eine große, offene Höhle, die eine Tiefe von 1,55 m erreicht. Die Basis ist 14.000 Jahre alt, die darüberliegenden Sedimente sind 4600 bis 5600 Jahre alt.
Auch Matja Kuru 2 ist eine große, offene Höhle. Sie liegt nur wenige hundert Meter östlich von Matja Kuru 1. Die Basis ist 32.000 Jahre alt und von einer über zwei Meter hohen Schicht von Sedimenten bedeckt. Bei diesen scheint es eine zeitliche Lücke zwischen vor 15.000 und 30.000 Jahren zu geben.
Beide Höhlen weisen vorgeschichtliche Besiedlungsspuren auf. Hier fanden sich Überreste von erbeuteten Tieren aus dem umgebenden Grasland, den Wäldern und dem See im Süden und von der nördlichen Meeresküste. Außerdem gab es Knochen von Hunden, Schweinen und verschiedenen Rattenarten, die 3500 bis 4000 Jahre alt sind. Die australische Archäologieprofessorin Sue O’Connor von der Australian National University entdeckte hier erstmals Überreste der Musser-Timor-Ratte (Coryphomys musse), einer ausgestorbenen Riesenrattenart.
Ein weiteres Fundstück aus Matja Kuru 2 ist der Teil einer 35.000 Jahre alten Harpune. Mit dem Knochenstück befestigte man eine Spitze an dem hölzernen Schaft und band sie mit Riemen fest. Vermutlich wurde die Harpune zur Jagd auf große Fische und Beutetiere am Strand verwendet. Es ist der älteste Nachweis einer solchen komplexen Bindungstechnik im Südosten Asiens und Australasiens. Zwar sind Beispiele dafür aus ganz Melanesien und Australien bekannt, diese sind aber nur wenige hundert Jahre alt. Vergleichbar ist die Harpune mit 80.000 Jahre alten Funden aus Afrika.
In Matja Kuru 1 fand man auch Überreste eines großen Laufhünchens der Gattung Turnix, deren Altersbestimmung auf mindestens 1372 bis 1300 cal BP kam.
Koordinaten: 8° 26′ 0″ S, 127° 8′ 0″ O